# Heads Will Roll
"Heads Will Roll" je druhý singl americké indie rockové kapely Yeah Yeah Yeahs z jejich třetího alba nazvaného It's Blitz!. CD a 7" vinylová deska byly vydány 29. června 2009 (v UK). Píseň je slyšet v závodní hře Gran Turismo 5. Remix skladby vytvořený bývalým DJem Kanye Westa, A-Trakem, je k dispozici na soundtracku k filmu Project X.

## Hudební videoklip
Hudební videoklip k písni režíroval Richard Ayoade. Zachycuje skupinu hrající na podzemní scéně, když najednou přeskočí záběr na tančícího vlkodlaka (jeho taneční kreace připomínají tanec Michaela Jacksona). Asi v půli videoklipu začne blikat jasné světlo, což započne vlkodlakovu přeměnu. Vlkodlak následně honí publikum po podzemí a podaří se mu většinu usmrtit. Videoklip končí záběrem na zavražděnou kapelu a zpěvačku Karen O, která pokračuje ve zpěvu i s oddělenou hlavou od těla. Hudební video obsahuje posměšné horrorové rekvizity; namísto krve se objevují červené konfety a flitry.
V Británii existují dvě různé verze videoklipu, druhá verze nahrazuje násilné záběry předešlými sekcemi z videa.
Videoklip byl nominován na cenu VMA v kategorii "Průlomový videoklip".

## Komerční využití skladby
- Remix DJe A-Traka je součástí videohry vydané v roce 2010 "DJ Hero 2".
- V roce 2011 skladba zazněla v americkém televizním seriálu Glee jako mash-up se skladbou Thriller od Michaela Jacksona.[4] Téhož roku se objevila v upoutávce na televizní sérii Tudorovci televizní stanice Showtime Networks.
- A-Trakův remix skladby je k poslechu na soundtracku k filmu Project X.[2]
- Úprava písně od Kida Kamilliona se objevila v trap mixu Sway In The Morning DJe Dipla.

## Seznam skladeb
| CD, 7" | CD, 7"                              | CD, 7" |
| Pořadí | Název                               | Délka  |
| ------ | ----------------------------------- | ------ |
| 1.     | Heads Will Roll                     | 3:44   |
| 2.     | Heads Will Roll (Passion Pit Remix) | 4:39   |

| Digital Remix EP | Digital Remix EP                        | Digital Remix EP |
| Pořadí           | Název                                   | Délka            |
| ---------------- | --------------------------------------- | ---------------- |
| 1.               | Heads Will Roll (Passion Pit Remix)     | 4:37             |
| 2.               | Heads Will Roll (Tommie Sunshine Remix) | 5:22             |
| 3.               | Heads Will Roll (Little Vampire Remix)  | 4:47             |
| 4.               | Heads Will Roll (James Iha Remix)       | 4:15             |

## Hitparády
| Hitparády (2009–12)                      | Nejvyšší pozice |
| ---------------------------------------- | --------------- |
| Flanders (Belgie)                        | 1               |
| Wallonia                                 | 7               |
| Francie                                  | 45              |
| Německo                                  | 73              |
| Irsko (IRMA)                             | 70              |
| UK Singles (The Official Charts Company) | 89              |